# Tadeusz Mossor
Tadeusz Wiktor Mossor (ur. 6 maja 1898 w Tarnopolu, zm. 28 kwietnia 1929 w Pińsku) – kapitan artylerii Wojska Polskiego, młodszy brat generała dywizji Stefana Mossora.

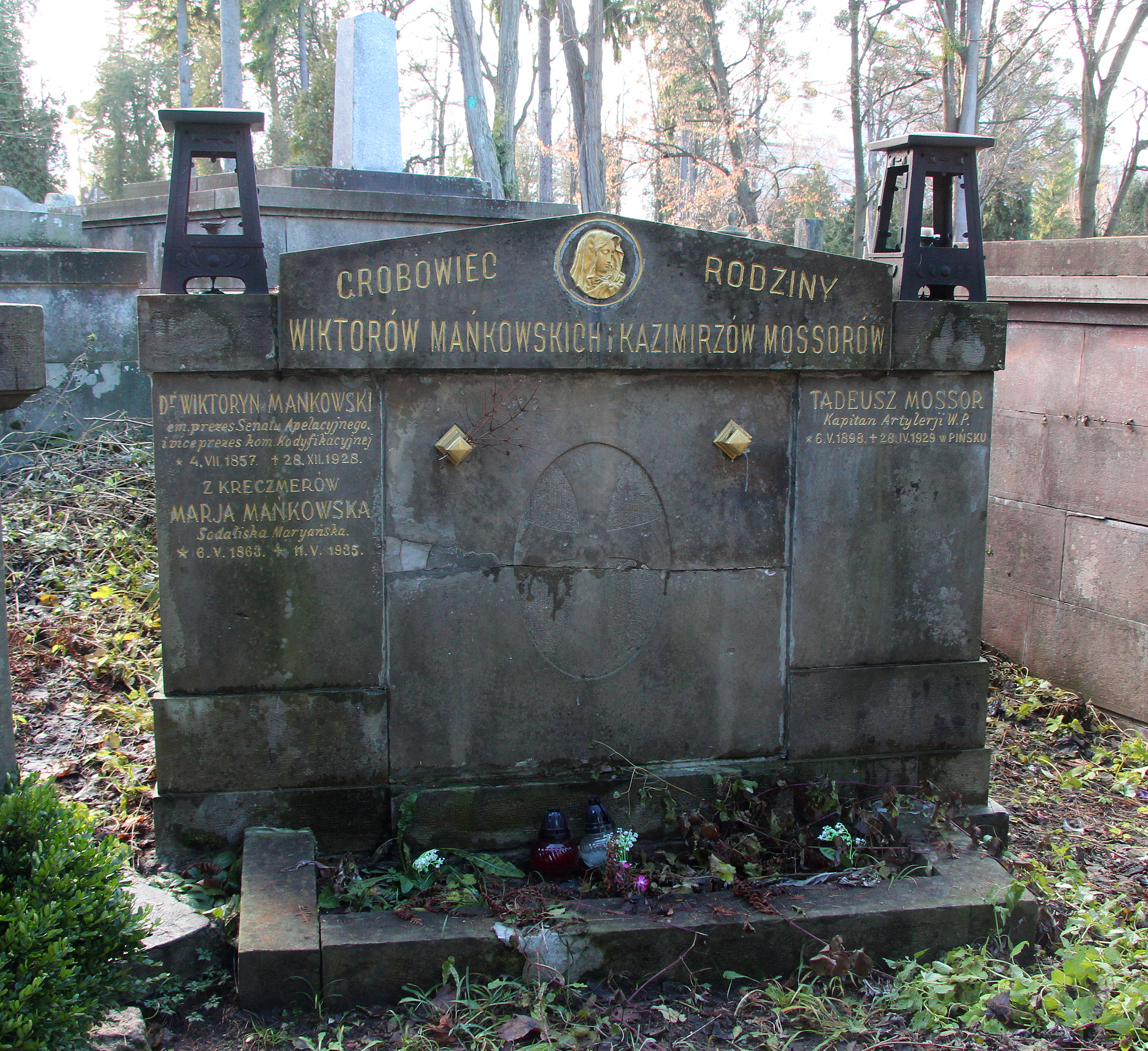
Grobowiec Tadeusza Mossora

## Życiorys
W 1916 ukończył C. K. Gimnazjum w Jarosławiu. Następnie został zmobilizowany do armii austriackiej. Służył w artylerii. Musiał posiadać własnego wyposażonego konia. Został mianowany oficerem. 
1 czerwca 1921 pełnił służbę w 3 pułku artylerii polowej. 3 maja 1922 roku został zweryfikowany w stopniu porucznika ze starszeństwem z dniem 1 czerwca 1919 roku i 302. lokatą w korpusie oficerów artylerii, a jego oddziałem macierzystym był nadal 3 pap. W następnym roku nadal pełnił służbę w 3 pap w Zamościu, a od 1924 roku w 5 pułku artylerii polowej we Lwowie. 1 grudnia 1924 został awansowany do stopnia kapitana ze starszeństwem z dniem 15 sierpnia 1924 roku i 110. lokatą w korpusie oficerów artylerii. 26 kwietnia 1928 został przeniesiony do kadry oficerów artylerii z równoczesnym przydziałem do dowództwa Flotylli Pińskiej w Pińsku na stanowisko oficera taktycznego (etat Sztabu Generalnego). Zmarł 28 kwietnia 1929 w Pińsku. Został pochowany na Cmentarzu Łyczakowskim we Lwowie. W jego grobowcu został pochowany także prawnik Wiktoryn Mańkowski.

## Odznaczenia
- Krzyż Walecznych[8][12]